# Nekrolog 1260
Nekrolog
◄◄
| ◄
| 1256
| 1257
| 1258
| 1259
| 1260 | 1261 | 1262 | 1263 | 1264 | ► | ►►
Weitere Ereignisse | Allgemeiner Nekrolog 1260
Die Beschreibung der verstorbenen Person sollte so kurz wie möglich gehalten sein und nur deren signifikante Tätigkeit(en) enthalten.
Neue Namen ggf. auch unter dem Geburts- und Sterbedatum, also etwa unter 1. Januar und im Geburts- und Sterbejahr (2024) eintragen (nur bei entsprechender großer Wichtigkeit). Für Beispiele siehe die schon vorhandenen Artikel.
Außerdem über die fünf zuletzt Verstorbenen, zu denen es einen ausreichend guten Artikel für eine Präsentation auf der Hauptseite gibt, nach der todesbedingten Überarbeitung der Artikel ggf. auch unter Wikipedia Diskussion:Hauptseite informieren und sie am besten auch in den anderen Wikipedia-Sprachversionen eintragen. Tipp: Regelmäßig bei news.google.de nach „ist tot“, „gestorben“ oder „verstorben“ suchen.
Wenn eine Person gestorben ist, gibt es viele Seiten zu dieser Person in der Wikipedia, die davon auch betroffen sind und entsprechend aktualisiert werden müssen. Beispiele: Namenübersichtsseite, Geburtsjahr, Geburtsort-Seiten und viele mehr.
Wie finde ich die betroffenen Seiten?
Im Suchfeld auf der linken Seite gibt man den Suchbegriff so ein: „Vorname Nachname“. Dann klickt man auf Volltext und alle Seiten mit entsprechendem Suchtext werden aufgerufen. Hier sieht man dann schnell, wo auch das Todesjahr Sinn macht oder sogar ein Teil des Artikels angepasst werden muss. Auch hilft das „Werkzeug“ auf der linken Seite sehr gut, um solche Seiten aufzufinden: „Links auf diese Seite“. Somit ist die Wikipedia wieder aktuell in allen Bereichen! Hinweis: bei Eintragung der Kategorie „Gestorben JAHR“ wird der Missbrauchsfilter 49 ausgelöst, was jedoch nicht schlimm ist. Siehe: Spezial:Missbrauchsfilter/49
Dies ist eine Liste von im Jahr 1260 verstorbenen bekannten Persönlichkeiten. Die Einträge erfolgen innerhalb der einzelnen Daten alphabetisch sortiert. Tiere sind im Nekrolog für Tiere zu finden.

## Januar
| Tag        | Name                  | Beruf, bekannt als                                                                                              | Alter | Beleg |
| ---------- | --------------------- | --- | ----- | ----- |
| 9. Januar  | Philippe Berruyer     | Bischof von Orléans, Erzbischof von Bourges, Heiliger                                                           |       |       |
| 11. Januar | Ludwig von Frankreich | Sohn des Königs Ludwig IX. von Frankreich und der Margarete von Provence, Thronfolger und Regent von Frankreich |       |       |

## Februar
| Tag         | Name                | Beruf, bekannt als   | Alter | Beleg |
| ----------- | ------------------- | -------------------- | ----- | ----- |
| 24. Februar | Irmengard bei Rhein | Markgräfin von Baden |       |       |

## März
| Tag     | Name                       | Beruf, bekannt als                                               | Alter | Beleg |
| ------- | -------------------------- | ---------------------------------------------------------------- | ----- | ----- |
| 4. März | Heinrich III. von Stahleck | deutscher römisch-katholischer Bischof von Straßburg (1244–1260) |       |       |

## April
| Tag       | Name                   | Beruf, bekannt als       | Alter | Beleg |
| --------- | ---------------------- | ------------------------ | ----- | ----- |
| 29. April | Rudolf von Dingelstädt | Erzbischof von Magdeburg |       |       |

## Mai
| Tag    | Name                   | Beruf, bekannt als           | Alter | Beleg |
| ------ | ---------------------- | ---------------------------- | ----- | ----- |
| 5. Mai | Jutta von Sangerhausen | Wohltäterin und Einsiedlerin |       |       |

## Juni
| Tag      | Name              | Beruf, bekannt als                                 | Alter | Beleg |
| -------- | ----------------- | -------------------------------------------------- | ----- | ----- |
| 14. Juni | Maria von Brabant | deutsche Kaiserin als Ehefrau des Kaisers Otto IV. |       |       |
| 26. Juni | Dietrich IV./VI.  | Graf von Kleve                                     |       |       |

## Juli
| Tag      | Name                    | Beruf, bekannt als                                       | Alter | Beleg |
| -------- | ----------------------- | -------------------------------------------------------- | ----- | ----- |
| 13. Juli | Heinrich Botel          | Ordensritter des Deutschen Ordens                        |       |       |
| 13. Juli | Burkhard von Hornhausen | Landmeister von Livland des Deutschen Ordens (1257–1260) |       |       |

## August
| Tag        | Name              | Beruf, bekannt als                 | Alter | Beleg |
| ---------- | ----------------- | ---------------------------------- | ----- | ----- |
| 9. August  | Walter of Kirkham | englischer Geistlicher und Beamter |       |       |
| 20. August | Jaromar II.       | regierender Fürst auf Rügen        |       |       |

## Oktober
| Tag         | Name                 | Beruf, bekannt als             | Alter | Beleg |
| ----------- | -------------------- | ------------------------------ | ----- | ----- |
| 24. Oktober | Jakob von Lothringen | Bischof von Metz               |       |       |
| 24. Oktober | Saif ad-Din Qutuz    | Sultan der Mamluken in Ägypten |       |       |

## Dezember
| Tag         | Name              | Beruf, bekannt als     | Alter | Beleg |
| ----------- | ----------------- | ---------------------- | ----- | ----- |
| 4. Dezember | Aymer de Lusignan | Bischof von Winchester |       |       |

## Datum unbekannt
| Tag | Name                             | Beruf, bekannt als                                                                         | Alter | Beleg |
| --- | -------------------------------- | ------------------------------------------------------------------------------------------ | ----- | ----- |
|     | Alfons von Aragón                | Sohn des Königs Jakob I. von Aragón und der Eleonore von Kastilien, Thronfolger von Aragón |       |       |
|     | An-Nasir Yusuf                   | Ayyubide, Emir von Aleppo und Homs, Sultan von Damaskus                                    |       |       |
|     | William de Brailes               | englischer Buchmaler                                                                       |       |       |
|     | Jean III. Clément                | Marschall von Frankreich                                                                   |       |       |
|     | Johann I. von Brakel             | Bischof von Hildesheim                                                                     |       |       |
|     | Karl von Friesach                | Bischof von Lavant                                                                         |       |       |
|     | Richard de Fournival             | Trobador                                                                                   |       |       |
|     | Stephen Longespée                | englischer Ritter, Seneschall der Gascogne und Justiciar of Ireland                        |       |       |
|     | Sadok                            | Dominikaner                                                                                |       |       |
|     | Thomas von Celano                | Chronist des Franziskanerordens                                                            |       |       |
|     | Wilhelm I. von Holte             | Bischof von Münster                                                                        |       |       |
|     | William de Forz, Count of Aumale | englischer Adliger                                                                         |       |       |